# Хаг (Верхняя Франкония)
Хаг (нем. Haag) — община  в Германии, в Республике Бавария.
Подчиняется административному округу Верхняя Франкония. Входит в состав района Байройт. Подчиняется управлению Кройссен. Население составляет 928 человек (на 31 декабря 2010 года). Занимает площадь 13,29 км². Местные регистрационные номера транспортных средств (коды автомобильных номеров) (нем. Kraftfahrzeugkennzeichen) — BT.
Община подразделяется на 12 сельских округов.

## Население
По оценке на 31 декабря 2015 года население общины Хаг составляет 952 чел. 

| Дата      | 1840 | 1871 | 1900 | 1925 | 1939 | 1950 | 1961 | 1970 | 1987 | 2011 |
| --------- | ---- | ---- | ---- | ---- | ---- | ---- | ---- | ---- | ---- | ---- |
| Население | 783  | 759  | 725  | 654  | 624  | 865  | 732  | 767  | 783  | 914  |

| Год       | 1960 | 1970 | 1980 | 1990 | 2000 | 2009 | 2010 | 2011 | 2012 | 2013 | 2014 | 2015 |
| --------- | ---- | ---- | ---- | ---- | ---- | ---- | ---- | ---- | ---- | ---- | ---- | ---- |
| Население | 724  | 759  | 744  | 831  | 918  | 929  | 928  | 922  | 919  | 922  | 934  | 952  |